# Qualifications pour le Championnat d'Europe de futsal 2022
Navigation
Qualifications 2018 Qualifications 2026
Les qualifications pour l'Euro 2022 de futsal doivent désigner 15 des 16 formations qui disputeront la phase finale, les Pays-Bas étant déjà qualifiés en tant que pays hôte.

## Les 16 qualifiés
Les matches éliminatoires se terminent en 2021. Seule l'équipe des Pays-Bas est qualifiée d'office en tant que nation organisatrice.
| Équipe             | Parcours             | Date de qualification | Phase finale | Dernière participation | Meilleure performance | Euro 2018       |
| ------------------ | -------------------- | --------------------- | ------------ | ---------------------- | --------------------- | --------------- |
| Pays-Bas           | Qualifiée d'office   | 24 septembre 2019     | 6e           | 2014                   | 4e place              | non qualifiés   |
| Azerbaïdjan        | 1er du groupe 3      | 9 mars 2021           | 5e           | 2018                   | 4e place              | Quart-de-finale |
| Croatie            | 1er du groupe 1      | 9 mars 2021           | 6e           | 2016                   | 4e place              | non qualifiée   |
| Espagne            | 1er du groupe 6      | 9 mars 2021           | 12e          | 2018                   | Vainqueur (×7)        | Finaliste       |
| Italie             | 1er du groupe 7      | 9 mars 2021           | 12e          | 2018                   | Vainqueur (×2)        | 1er tour        |
| Russie             | 1er du groupe 2      | 9 mars 2021           | 12e          | 2018                   | Vainqueur             | 3e place        |
| Bosnie-Herzégovine | 1er du groupe 4      | 10 mars 2021          | 1re          | aucune                 | -                     | non qualifiée   |
| Kazakhstan         | 1er du groupe 5      | 6 avril 2021          | 3e           | 2018                   | 3e place              | 4e place        |
| Géorgie            | 2e du groupe 2       | 9 avril 2021          | 1re          | aucune                 | -                     | non qualifiée   |
| Slovénie           | 2e du groupe 6       | 12 avril 2021         | 7e           | 2018                   | Quart-de-finale       | Quart-de-finale |
| Portugal           | 1er du groupe 8      | 12 avril 2021         | 10e          | 2018                   | Vainqueur             | Vainqueur       |
| Finlande           | 2e du groupe 7       | 13 avril 2021         | 1re          | aucune                 | -                     | non qualifiée   |
| Slovaquie          | 2e du groupe 3       | 13 avril 2021         | 1re          | aucune                 | -                     | non qualifiée   |
| Pologne            | 2e du groupe 8       | 14 avril 2021         | 3e           | 2018                   | 1er tour              | 1er tour        |
| Ukraine            | 2e du groupe 1       | 14 avril 2021         | 11e          | 2018                   | Finaliste             | Quart-de-finale |
| Serbie             | Vainqueur du barrage | 17 novembre 2021      | 6e           | 2018                   | 4e place              | Quart-de-finale |

## Format des qualifications
Les Pays-Bas étant qualifiés en tant qu'organisateur, ils ne participent pas aux qualifications de la zone Europe. Parmi les 54 autres nations affiliées à l'UEFA, 49 participent à la compétition qui se déroule en quatre phases :
- Tour de qualification : les trente-trois équipes non qualifiées pour le tour élite des qualifications de la coupe du monde 2020 sont réparties en neuf groupes de trois et quatre, chaque groupe se disputant en aller simple dans un des pays qui le composent. Le premier de chaque groupe accède à la phase de groupes des qualifications. Les deuxièmes et meilleurs troisièmes passent par des barrages de qualification.
- Barrages de qualification : les neuf deuxièmes de la première phase et les cinq meilleurs troisièmes s'affrontent en matchs aller-retour à élimination directe. Les sept vainqueurs sont qualifiés pour la phase de groupes des qualifications.
- Phase de groupes des qualifications : les neuf pays qualifiés depuis le tour de qualification et les sept pays issus des barrages sont rejoints par les seize équipes qualifiées pour le tour élite des qualifications de la coupe du monde 2020. Ils sont répartis en huit groupes de quatre et s'affrontent en matchs aller-retour. Le premier de chaque groupe et les meilleurs deuxièmes se qualifient pour l'Euro 2022.
- Barrages : les deux moins bons deuxièmes s'affrontent en matchs aller-retour à élimination directe. Le vainqueurs est le seizième et dernier qualifié pour l'Euro 2022.

## Équipes engagées
49 des 55 fédérations membres de l'UEFA participent aux qualifications .
Le pays hôte, qualifié d'office, n'est pas compté parmi ces participants :
- Pays-Bas

Cinq pays ne s'inscrivent pas : 
- Irlande
- îles Féroé
- Islande
- Liechtenstein
- Luxembourg

33 équipes nationales font leur entrée au tour de qualification :
- Albanie
- Allemagne
- Andorre
- Angleterre
- Arménie
- Autriche
- Belgique
- Bosnie-Herzégovine
- Bulgarie
- Chypre
- Danemark
- Écosse
- Estonie
- Géorgie
- Gibraltar
- Grèce
- Hongrie
- Irlande du Nord
- Israël
- Kosovo
- Lettonie
- Lituanie
- Macédoine du Nord
- Malte
- Moldavie
- Monténégro
- Norvège
- Pays de Galles
- Pologne
- Saint-Marin
- Suède
- Suisse
- Turquie

Les seize équipes qualifiées pour le tour élite des qualifications de la coupe du monde 2020 entrent directement lors de la phase de groupe de qualifications :
- Azerbaïdjan
- Biélorussie
- Croatie
- Espagne
- France
- Finlande
- Italie
- Kazakhstan
- Portugal
- Tchéquie
- Roumanie
- Russie
- Serbie
- Slovénie
- Slovaquie
- Ukraine

## Tour de qualification
Le tour de qualification se déroule sous la forme de neuf mini-tournois de trois ou quatre équipes qui se déroulent sur trois ou quatre jours chez une des équipes du groupe. Les premiers de chaque groupe accèdent à la phase de groupe des qualifications. Les deuxièmes et les cinq meilleurs troisièmes prennent part aux barrages de qualification.
Les premiers matchs ont lieu le mercredi 29 janvier 2020 pour les groupes de quatre et le jeudi 30 janvier 2020 pour les groupes de trois. Tous les matchs se terminent le samedi 1er février 2020.

### Tirage au sort
Le tirage au sort du tour préliminaire a lieu le 7 novembre 2019 à Nyon, au siège de l'UEFA. Les équipes sont réparties dans différents chapeaux selon le classement Elo nouvellement mis en place par l'UEFA.
| Position 1                                                                                                  | Position 2                                                                    | Position 3                                                                      | Position 4                                                    |
| --- | ----------------------------------------------------------------------------- | ------------------------------------------------------------------------------- | ------------------------------------------------------------- |
| Hongrie Bosnie-Herzégovine H Pologne Belgique H Géorgie H Lettonie H Macédoine du Nord H Moldavie H Albanie | Turquie Kosovo Monténégro Angleterre Suède Suisse Norvège Bulgarie H Danemark | Arménie Grèce Allemagne Chypre Pays de Galles Lituanie H Israël Andorre Estonie | Malte H Gibraltar Saint-Marin Écosse Irlande du Nord Autriche |

Les équipes en gras se sont directement qualifiées pour la phase de groupes. Les équipes en italique ont été éliminées à l'issue de ce tour de qualification. Les autres équipes ont pris part aux barrages de qualification.

### Groupe A
| Rang | Équipe               | Pts | J | G | N | P | Bp | Bc | Diff |  | Résultats            |  |     |     |     |
| ---- | -------------------- | --- | - | - | - | - | -- | -- | ---- |  | -------------------- |  | --- | --- | --- |
| 1    | Bosnie-Herzégovine H | 9   | 3 | 3 | 0 | 0 | 22 | 10 | +12  |  | Bosnie-Herzégovine H |  | 8-4 | 5-4 | 9-2 |
| 2    | Chypre               | 6   | 3 | 2 | 0 | 1 | 14 | 9  | +5   |  | Chypre               |  |     | 6-1 | 4-0 |
| 3    | Suisse               | 3   | 3 | 1 | 0 | 2 | 8  | 12 | -4   |  | Suisse               |  |     |     | 3-1 |
| 4    | Gibraltar            | 0   | 3 | 0 | 0 | 3 | 3  | 16 | -13  |  | Gibraltar            |  |     |     |     |

### Groupe B
| Rang | Équipe     | Pts | J | G | N | P | Bp | Bc | Diff |  | Résultats  |  |     |     |     |
| ---- | ---------- | --- | - | - | - | - | -- | -- | ---- |  | ---------- |  | --- | --- | --- |
| 1    | Belgique H | 9   | 3 | 3 | 0 | 0 | 17 | 6  | +11  |  | Belgique H |  | 5-2 | 5-1 | 7-3 |
| 2    | Arménie    | 4   | 3 | 1 | 1 | 1 | 7  | 8  | -1   |  | Arménie    |  |     | 3-1 | 2-2 |
| 3    | Monténégro | 3   | 3 | 1 | 0 | 2 | 11 | 10 | +1   |  | Monténégro |  |     |     | 9-2 |
| 4    | Écosse     | 1   | 3 | 0 | 1 | 2 | 7  | 18 | -11  |  | Écosse     |  |     |     |     |

### Groupe C
| Rang | Équipe  | Pts | J | G | N | P | Bp | Bc | Diff |  | Résultats |  |     |     |      |
| ---- | ------- | --- | - | - | - | - | -- | -- | ---- |  | --------- |  | --- | --- | ---- |
| 1    | Pologne | 9   | 3 | 3 | 0 | 0 | 22 | 2  | +20  |  | Pologne   |  | 5-2 | 6-0 | 11-0 |
| 2    | Grèce   | 4   | 3 | 1 | 1 | 1 | 7  | 9  | -2   |  | Grèce     |  |     | 4-3 | 1-1  |
| 3    | Suède   | 3   | 3 | 1 | 0 | 2 | 9  | 14 | -5   |  | Suède     |  |     |     | 6-4  |
| 4    | Malte H | 1   | 3 | 0 | 1 | 2 | 5  | 18 | -13  |  | Malte H   |  |     |     |      |

### Groupe D
| Rang | Équipe      | Pts | J | G | N | P | Bp | Bc | Diff |  | Résultats   |  |     |     |     |
| ---- | ----------- | --- | - | - | - | - | -- | -- | ---- |  | ----------- |  | --- | --- | --- |
| 1    | Albanie     | 6   | 3 | 2 | 0 | 1 | 8  | 3  | +5   |  | Albanie     |  | 4-1 | 4-1 | 0-1 |
| 2    | Saint-Marin | 4   | 3 | 1 | 1 | 1 | 4  | 5  | -1   |  | Saint-Marin |  |     | 1-1 | 2-0 |
| 3    | Bulgarie H  | 4   | 3 | 1 | 1 | 1 | 4  | 6  | -2   |  | Bulgarie H  |  |     |     | 2-1 |
| 4    | Andorre     | 3   | 3 | 1 | 0 | 2 | 2  | 4  | -2   |  | Andorre     |  |     |     |     |

### Groupe E
| Rang | Équipe          | Pts | J | G | N | P | Bp | Bc | Diff |  | Résultats       |  |     |     |     |
| ---- | --------------- | --- | - | - | - | - | -- | -- | ---- |  | --------------- |  | --- | --- | --- |
| 1    | Hongrie         | 9   | 3 | 3 | 0 | 0 | 14 | 3  | +11  |  | Hongrie         |  | 4-1 | 3-0 | 7-2 |
| 2    | Lituanie H      | 6   | 3 | 2 | 0 | 1 | 9  | 7  | +2   |  | Lituanie H      |  |     | 3-2 | 5-1 |
| 3    | Turquie         | 3   | 3 | 1 | 0 | 2 | 6  | 8  | -2   |  | Turquie         |  |     |     | 4-2 |
| 4    | Irlande du Nord | 0   | 3 | 0 | 0 | 3 | 5  | 16 | -11  |  | Irlande du Nord |  |     |     |     |

### Groupe F
| Rang | Équipe    | Pts | J | G | N | P | Bp | Bc | Diff |  | Résultats |  |     |     |     |
| ---- | --------- | --- | - | - | - | - | -- | -- | ---- |  | --------- |  | --- | --- | --- |
| 1    | Géorgie H | 9   | 3 | 3 | 0 | 0 | 18 | 4  | +14  |  | Géorgie H |  | 3-1 | 6-1 | 9-2 |
| 2    | Allemagne | 6   | 3 | 2 | 0 | 1 | 13 | 10 | +3   |  | Allemagne |  |     | 8-4 | 4-3 |
| 3    | Kosovo    | 3   | 3 | 1 | 0 | 2 | 9  | 16 | -7   |  | Kosovo    |  |     |     | 4-2 |
| 4    | Autriche  | 0   | 3 | 0 | 0 | 3 | 7  | 17 | -10  |  | Autriche  |  |     |     |     |

### Groupe G
| Rang | Équipe     | Pts | J | G | N | P | Bp | Bc | Diff |  | Résultats  |  |     |     |
| ---- | ---------- | --- | - | - | - | - | -- | -- | ---- |  | ---------- |  | --- | --- |
| 1    | Lettonie H | 4   | 2 | 1 | 1 | 0 | 8  | 3  | +5   |  | Lettonie H |  | 2-2 | 6-1 |
| 2    | Danemark   | 4   | 2 | 1 | 1 | 0 | 6  | 4  | +2   |  | Danemark   |  |     | 4-2 |
| 3    | Estonie    | 0   | 2 | 0 | 0 | 2 | 3  | 10 | -7   |  | Estonie    |  |     |     |

### Groupe H
| Rang | Équipe       | Pts | J | G | N | P | Bp | Bc | Diff |  | Résultats    |  |     |     |
| ---- | ------------ | --- | - | - | - | - | -- | -- | ---- |  | ------------ |  | --- | --- |
| 1    | Moldavie     | 6   | 2 | 2 | 0 | 0 | 7  | 1  | +6   |  | Moldavie     |  | 4-1 | 3-0 |
| 2    | Israël       | 1   | 2 | 0 | 1 | 1 | 2  | 5  | -3   |  | Israël       |  |     | 1-1 |
| 3    | Angleterre H | 1   | 2 | 0 | 1 | 1 | 1  | 4  | -3   |  | Angleterre H |  |     |     |

### Groupe I
| Rang | Équipe            | Pts | J | G | N | P | Bp | Bc | Diff |  | Résultats         |  |     |     |
| ---- | ----------------- | --- | - | - | - | - | -- | -- | ---- |  | ----------------- |  | --- | --- |
| 1    | Norvège H         | 6   | 2 | 2 | 0 | 0 | 9  | 3  | +6   |  | Norvège H         |  | 2-1 | 7-2 |
| 2    | Macédoine du Nord | 3   | 2 | 1 | 0 | 1 | 2  | 2  | 0    |  | Macédoine du Nord |  |     | 1-0 |
| 3    | Pays de Galles    | 0   | 2 | 0 | 0 | 2 | 2  | 8  | -6   |  | Pays de Galles    |  |     |     |

### Meilleurs troisièmes
Les cinq meilleurs troisièmes sont qualifiés pour les barrages des éliminatoires, au même titre que les deuxièmes de groupe. Les autres troisièmes sont éliminés. Afin de déterminer les positions, on établit le classement ci-dessous en ne prenant en compte les résultats des troisièmes de groupe que contre les premiers et deuxièmes de leur groupe (le groupe étant précisé entre parenthèses).
| Rang | Équipe             | Pts | J | G | N | P | Bp | Bc | Diff |
| ---- | ------------------ | --- | - | - | - | - | -- | -- | ---- |
| 1    | Bulgarie (D)       | 1   | 2 | 0 | 1 | 1 | 2  | 5  | -3   |
| 2    | Angleterre (H)     | 1   | 2 | 0 | 1 | 1 | 1  | 4  | -3   |
| 3    | Turquie (E)        | 0   | 2 | 0 | 0 | 2 | 2  | 6  | -4   |
| 4    | Suisse (A)         | 0   | 2 | 0 | 0 | 2 | 5  | 11 | -6   |
| 5    | Monténégro (B)     | 0   | 2 | 0 | 0 | 2 | 2  | 8  | -6   |
| 6    | Pays de Galles (I) | 0   | 2 | 0 | 0 | 2 | 2  | 8  | -6   |
| 7    | Suède (C)          | 0   | 2 | 0 | 0 | 2 | 3  | 10 | -7   |
| 8    | Estonie (G)        | 0   | 2 | 0 | 0 | 2 | 3  | 10 | -7   |
| 9    | Kosovo (F)         | 0   | 2 | 0 | 0 | 2 | 5  | 14 | -9   |

## Barrages de qualification
Les barrages de qualification permettent de qualifier sept équipes supplémentaires pour la phase de groupe des qualifications. Ils se disputent en matchs aller-retour initialement prévus en avril 2020 mais reportés aux 2 et 11 novembre 2020 en raison de la pandémie de Covid-19.

### Tirage au sort
Le tirage au sort des barrages de qualification a lieu le 13 février 2020 à Nyon, au siège de l'UEFA. Les équipes ayant terminé à la deuxième place de leur groupe sont prioritairement opposées à des troisièmes de groupe, à l'exception du troisième de leur propre groupe et reçoivent lors du match retour. Cependant, puisqu'il y neuf deuxièmes qualifiés contre cinq troisièmes, deux deuxièmes devront affronter une équipe qui a terminé au même rang et se déplacer au match retour : ce sont les équipes d'Israël et de Saint-Marin car elles sont les moins bien classées dans le classement Elo nouvellement mis en place par l'UEFA.
| Chapeau 1                                                                                    | Chapeau 2                                                                                      |
| -------------------------------------------------------------------------------------------- | ---------------------------------------------------------------------------------------------- |
| 3es et moins bons 2es : reçoivent à l'aller                                                  | meilleurs 2es : reçoivent au retour                                                            |
| Israël (H) Saint-Marin (D) Bulgarie (D) Angleterre (H) Turquie (E) Suisse (A) Monténégro (B) | Macédoine du Nord (I) Danemark (G) Allemagne (F) Grèce (C) Arménie (B) Chypre (A) Lituanie (E) |

### Rencontres
Les rencontres doivent avoir lieu les 2 et 11 novembre 2020.
| Équipe 1    | Résultat | Équipe 2          | Aller   | Retour  |
| ----------- | -------- | ----------------- | ------- | ------- |
| Turquie     | 4-4      | Grèce             | 3-3     | 1-1     |
| Saint-Marin | 1-4      | Danemark          | 1-2     | 0-2     |
| Israël      | 6-5      | Chypre            | 3-2     | 3-3     |
| Suisse      | 7-7      | Allemagne         | 4-2     | 3-5     |
| Angleterre  | 0-10     | Macédoine du Nord | forfait | forfait |
| Bulgarie    | 1-7      | Arménie           | 0-4     | 1-3     |
| Monténégro  | 5-1      | Lituanie          | 3-0     | 2-1     |

## Phase de groupes
Pour la première fois dans le cadre des compétitions de futsal organisées par l'UEFA, la phase de groupes des qualifications se déroule en tournoi toutes rondes avec matchs aller retour. Jusqu'à présent, les phases de groupes qualificatives étaient organisées sous forme d'un mini-tournoi dans un des pays participants. Les premières rencontres sont programmées au 6 décembre 2020.

### Tirage au sort
Le tirage au sort de la phase de groupe des qualifications a lieu à Nyon, avant le déroulement des barrages de qualification. Les équipes sont placées dans différents pots selon leur coefficient UEFA.
| Position 1                                                             | Position 2                                                           | Position 3                                                                        | Position 4 |
| ---------------------------------------------------------------------- | -------------------------------------------------------------------- | --------------------------------------------------------------------------------- | --- |
| Espagne Portugal T Russie Kazakhstan Serbie Azerbaïdjan Croatie Italie | Ukraine Tchéquie Slovénie Roumanie Hongrie France Finlande Slovaquie | Biélorussie Bosnie-Herzégovine Pologne Belgique Géorgie Lettonie Moldavie Albanie | Norvège Grèce (ou Turquie) Danemark (ou Saint-Marin) Israël (ou Chypre) Suisse (ou Allemagne) Macédoine du Nord (ou Angleterre) Arménie (ou Bulgarie) Monténégro (ou Lituanie) |

Les équipes en gras se sont directement qualifiées pour la phase finale. Les deux équipes en gras et italique se sont qualifiées pour le barrage.
La Bosnie-Herzégovine est la seule équipe qui a remporté un groupe sans être dans le premier chapeau.

### Groupe 1
| Rang | Équipe   | Pts | J | G | N | P | Bp | Bc | Diff |  | Résultats (▼ dom., ► ext.) |     |      |     |     |
| ---- | -------- | --- | - | - | - | - | -- | -- | ---- |  | -------------------------- | --- | ---- | --- | --- |
| 1    | Croatie  | 18  | 6 | 6 | 0 | 0 | 28 | 6  | +22  |  | Croatie                    |     | 3-2  | 7-0 | 4-1 |
| 2    | Ukraine  | 9   | 5 | 3 | 0 | 2 | 28 | 17 | +11  |  | Ukraine                    | 2-7 |      | 8-2 | -   |
| 3    | Danemark | 3   | 6 | 1 | 0 | 5 | 10 | 29 | -19  |  | Danemark                   | 1-4 | 2-6  |     | 2-3 |
| 4    | Albanie  | 3   | 5 | 1 | 0 | 4 | 8  | 22 | -14  |  | Albanie                    | 0-3 | 3-10 | 1-3 |     |

### Groupe 2
| Rang | Équipe  | Pts | J | G | N | P | Bp | Bc | Diff |  | Résultats (▼ dom., ► ext.) |     |     |     |     |
| ---- | ------- | --- | - | - | - | - | -- | -- | ---- |  | -------------------------- | --- | --- | --- | --- |
| 1    | Russie  | 18  | 6 | 6 | 0 | 0 | 26 | 5  | +21  |  | Russie                     |     | 3-0 | 5-1 | 6-0 |
| 2    | Géorgie | 10  | 6 | 3 | 1 | 2 | 15 | 15 | 0    |  | Géorgie                    | 0-4 |     | 3-2 | 5-0 |
| 3    | France  | 5   | 6 | 1 | 2 | 3 | 18 | 20 | -2   |  | France                     | 2-3 | 4-4 |     | 5-1 |
| 4    | Arménie | 1   | 6 | 0 | 1 | 5 | 9  | 28 | -19  |  | Arménie                    | 2-5 | 2-3 | 4-4 |     |

### Groupe 3
| Rang | Équipe      | Pts | J | G | N | P | Bp | Bc | Diff |  | Résultats (▼ dom., ► ext.) |     |     |     |     |
| ---- | ----------- | --- | - | - | - | - | -- | -- | ---- |  | -------------------------- | --- | --- | --- | --- |
| 1    | Azerbaïdjan | 16  | 6 | 5 | 1 | 0 | 22 | 6  | +16  |  | Azerbaïdjan                |     | 4-1 | 5-1 | 4-0 |
| 2    | Slovaquie   | 11  | 6 | 3 | 2 | 1 | 21 | 9  | +12  |  | Slovaquie                  | 1-1 |     | 4-4 | 6-0 |
| 3    | Moldavie    | 5   | 6 | 1 | 2 | 3 | 14 | 22 | -8   |  | Moldavie                   | 3-5 | 0-4 |     | 3-1 |
| 4    | Grèce       | 1   | 6 | 0 | 1 | 5 | 4  | 24 | -20  |  | Grèce                      | 0-3 | 0-5 | 3-3 |     |

### Groupe 4
| Rang | Équipe             | Pts | J | G | N | P | Bp | Bc | Diff |  | Résultats (▼ dom., ► ext.) |     |     |     |     |
| ---- | ------------------ | --- | - | - | - | - | -- | -- | ---- |  | -------------------------- | --- | --- | --- | --- |
| 1    | Bosnie-Herzégovine | 15  | 6 | 5 | 0 | 1 | 18 | 10 | +8   |  | Bosnie-Herzégovine         |     | 1-3 | 5-0 | 2-1 |
| 2    | Serbie             | 9   | 6 | 2 | 3 | 1 | 18 | 13 | +5   |  | Serbie                     | 2-4 |     | 4-4 | 1-1 |
| 3    | Roumanie           | 6   | 6 | 1 | 3 | 2 | 19 | 17 | +2   |  | Roumanie                   | 2-3 | 2-2 |     | 9-1 |
| 4    | Macédoine du Nord  | 2   | 6 | 0 | 2 | 4 | 8  | 23 | -15  |  | Macédoine du Nord          | 2-3 | 1-6 | 2-2 |     |

### Groupe 5
| Rang | Équipe      | Pts | J | G | N | P | Bp | Bc | Diff |  | Résultats (▼ dom., ► ext.) |     |     |     |      |
| ---- | ----------- | --- | - | - | - | - | -- | -- | ---- |  | -------------------------- | --- | --- | --- | ---- |
| 1    | Kazakhstan  | 18  | 6 | 6 | 0 | 0 | 30 | 5  | +25  |  | Kazakhstan                 |     | 5-2 | 5-0 | 4-0  |
| 2    | Biélorussie | 9   | 6 | 3 | 0 | 3 | 26 | 15 | +11  |  | Biélorussie                | 1-6 |     | 5-2 | 14-0 |
| 3    | Hongrie     | 6   | 6 | 2 | 0 | 4 | 12 | 25 | -13  |  | Hongrie                    | 1-6 | 2-1 |     | 3-7  |
| 4    | Israël      | 3   | 6 | 1 | 0 | 5 | 9  | 32 | -23  |  | Israël                     | 1-4 | 0-3 | 1-4 |      |

### Groupe 6
| Rang | Équipe   | Pts | J | G | N | P | Bp | Bc | Diff |  | Résultats (▼ dom., ► ext.) |      |      |     |      |
| ---- | -------- | --- | - | - | - | - | -- | -- | ---- |  | -------------------------- | ---- | ---- | --- | ---- |
| 1    | Espagne  | 18  | 6 | 6 | 0 | 0 | 46 | 3  | +43  |  | Espagne                    |      | 3-1  | 7-0 | 14-0 |
| 2    | Slovénie | 12  | 6 | 4 | 0 | 2 | 31 | 10 | +21  |  | Slovénie                   | 1-2  |      | 5-3 | 12-1 |
| 3    | Lettonie | 6   | 6 | 2 | 0 | 4 | 12 | 28 | -16  |  | Lettonie                   | 1-12 | 0-1  |     | 4-1  |
| 4    | Suisse   | 0   | 6 | 0 | 0 | 6 | 5  | 53 | -48  |  | Suisse                     | 0-8  | 1-11 | 2-4 |      |

### Groupe 7
| Rang | Équipe     | Pts | J | G | N | P | Bp | Bc | Diff |  | Résultats (▼ dom., ► ext.) |     |     |     |     |
| ---- | ---------- | --- | - | - | - | - | -- | -- | ---- |  | -------------------------- | --- | --- | --- | --- |
| 1    | Italie     | 15  | 6 | 5 | 0 | 1 | 24 | 12 | +12  |  | Italie                     |     | 7-4 | 4-1 | 2-0 |
| 2    | Finlande   | 10  | 6 | 3 | 1 | 2 | 20 | 18 | +2   |  | Finlande                   | 2-4 |     | 3-2 | 6-1 |
| 3    | Belgique   | 7   | 6 | 2 | 1 | 3 | 20 | 20 | 0    |  | Belgique                   | 5-4 | 3-3 |     | 6-2 |
| 4    | Monténégro | 3   | 6 | 1 | 0 | 5 | 8  | 22 | -14  |  | Monténégro                 | 0-3 | 1-2 | 4-3 |     |

### Groupe 8
| Rang | Équipe   | Pts | J | G | N | P | Bp | Bc | Diff |  | Résultats (▼ dom., ► ext.) |     |     |     |     |
| ---- | -------- | --- | - | - | - | - | -- | -- | ---- |  | -------------------------- | --- | --- | --- | --- |
| 1    | Portugal | 14  | 6 | 4 | 2 | 0 | 24 | 7  | +17  |  | Portugal                   |     | 2-2 | 3-3 | 4-0 |
| 2    | Pologne  | 11  | 6 | 3 | 2 | 1 | 20 | 14 | +6   |  | Pologne                    | 0-3 |     | 8-5 | 4-1 |
| 3    | Tchéquie | 8   | 6 | 2 | 2 | 2 | 22 | 19 | +3   |  | Tchéquie                   | 1-5 | 3-3 |     | 5-0 |
| 4    | Norvège  | 0   | 6 | 0 | 0 | 6 | 2  | 28 | -26  |  | Norvège                    | 1-7 | 0-3 | 0-5 |     |

Les deux rencontres entre la Tchéquie et la Norvège devaient se jouer à Brno mais n'ont pas eu lieu, la Norvège ayant déclaré forfait.

### Meilleurs deuxièmes
Les six meilleurs deuxièmes sont directement qualifiés pour l'Euro 2022 alors que les deux autres deuxièmes s'affrontent lors des matches de barrage.
| Rang | Équipe              | Pts | J | G | N | P | Bp | Bc | Diff |
| ---- | ------------------- | --- | - | - | - | - | -- | -- | ---- |
| 1    | Slovénie (gr. 6)    | 12  | 6 | 4 | 0 | 2 | 31 | 10 | +21  |
| 2    | Slovaquie (gr. 3)   | 11  | 6 | 3 | 2 | 1 | 21 | 9  | +12  |
| 3    | Pologne (gr. 8)     | 11  | 6 | 3 | 2 | 1 | 20 | 14 | +6   |
| 4    | Finlande (gr. 7)    | 10  | 6 | 3 | 1 | 2 | 20 | 18 | +2   |
| 5    | Géorgie (gr. 2)     | 10  | 6 | 3 | 1 | 2 | 15 | 15 | 0    |
| 6    | Ukraine (gr. 1)     | 9   | 5 | 3 | 0 | 2 | 28 | 17 | +11  |
| 7    | Biélorussie (gr. 5) | 9   | 6 | 3 | 0 | 3 | 26 | 15 | +11  |
| 8    | Serbie (gr. 4)      | 9   | 6 | 2 | 3 | 1 | 18 | 13 | +5   |

## Barrage
Le barrage permet de déterminer la dernière équipe qualifiée pour la phase finale. Il se dispute en matchs aller-retour en novembre 2021.

### Rencontre
| Équipe 1 | Résultat | Équipe 2    | Aller | Retour |
| -------- | -------- | ----------- | ----- | ------ |
| Serbie   | 6-3      | Biélorussie | 3-1   | 3-2    |